# Campionato mondiale di snooker 2002
Il campionato mondiale di snooker 2002 venne disputato dal 20 aprile al 6 maggio 2002 presso il Crucible Theatre di Sheffield nel Regno Unito.
Il campione in carica Ronnie O'Sullivan venne sconfitto in semifinale da Stephen Hendry per 13-17 e divenne un altro detentore del titolo a cadere nella cosiddetta "maledizione del Crucible" non riuscendo a replicare il successo del 2001.
Peter Ebdon vinse il suo primo titolo battendo in finale per 18 frames a 17 il sette volte campione Hendry.
Durante il campionato vennero realizzati 68 century breaks, un record imbattuto fino al 2009. Il solo Hendry ne fece suoi ben 16.
Il break più alto del torneo fu di 145, realizzato da Matthew Stevens durante i quarti di finale contro Higgins. Questa fu la seconda volta che il break più alto fosse di 145 dopo quello di Doug Mountjoy nel campionato del 1981.

## Montepremi
Fonte
- Vincitore: £ 260.000
- Finalista: £ 152.000
- Semifinalisti: £ 76.000
- Quarti di finale: £ 38.000
- Ottavi di finale: £ 21.000
- Sedicesimi di finale: £ 14.500

- Break più alto: £ 20.000
- Maximum break: £ 147.000
- Montepremi totale: £ 1.594.170

## Tabellone finale
Fonti
Sono qui riportati i risultati di ciascun turno. I numeri tra parentesi indicano la posizione nel ranking delle teste di serie (il campionato comprende 16 teste di serie e 16 giocatori provenienti dalle qualificazioni).
| Finale (Al meglio di 35 frames) Crucible Theatre, Sheffield. 5 e 6 maggio. Arbitro: John Williams. | | |
| Stephen Hendry (5) Scozia | 17 – 18                                                                                             | Peter Ebdon (7) Inghilterra |
| 0–94, 0–140, 13–73, 16–71, 126–0, 73–40, 119–4, 65–36, 0–134, 67–56, 9–68, 68–70, 14–77, 13–69, 70–4, 33–89, 32–69, 126–0, 108–0, 66–21, 89–36, 43–67, 110–0, 97–0, 127–1, 65–58, 22–103, 26–62, 74–30, 21–73, 0–111, 78–39, 4–85, 62–52, 14–72 | 8 Century Breaks: 4 (Ebdon) & 4 (Hendry) Break più alto di Ebdon: 134 Break più alto di Hendry: 126 | 0–94, 0–140, 13–73, 16–71, 126–0, 73–40, 119–4, 65–36, 0–134, 67–56, 9–68, 68–70, 14–77, 13–69, 70–4, 33–89, 32–69, 126–0, 108–0, 66–21, 89–36, 43–67, 110–0, 97–0, 127–1, 65–58, 22–103, 26–62, 74–30, 21–73, 0–111, 78–39, 4–85, 62–52, 14–72 |
| Peter Ebdon vince l'Embassy World Snooker Championship 2002 | | |